# Serghei Dadu
Serghei Dadu (moldaviska: Сергей Даду), född den 23 januari 1981 i Kisjinjov, Moldaviska SSR i Sovjetunionen (nuvarande Chișinău i Moldavien), är en moldavisk före detta fotbollsspelare.